# Rudolf Franksen
Ide Julius Rudolf Wilhelm Franksen (* 1864 in Oldenburg (Oldb); † 9. Februar 1913 ebenda) war ein deutscher Jurist und Konsularbeamter.

## Leben
Rudolf Franksen begann an der Albert-Ludwigs-Universität Freiburg Rechtswissenschaft zu studieren. 1882 wurde er Mitglied des Corps Suevia Freiburg. Als Inaktiver wechselte er an die Eberhard-Karls-Universität Tübingen. 1886 machte er das Referendarexamen. 1890 wurde er Gerichtsassessor in Celle, später in Oldenburg und Zellerfeld. Noch als Assessor kam er an das  Auswärtige Amt. 1893 trat er in den konsularischen Dienst. Von 1886 bis 1900 war er Vizekonsul in Sankt Petersburg, danach bis 1902 in gleicher Position in New York City. Zwischenzeitlich war er geschäftsführender Konsul in Kiew (1899) und Montreal (1900). 1902/03 war er Geschäftsträger an der Gesandtschaft in Haiti. 1904 kehrte er für fünf Monate ins AA zurück, bis er als Konsul nach Montreal geschickt wurde. Von dort kam er als Generalkonsul nach New York City. Er starb mit 47 Jahren.
Sein 1908 geborener Sohn, der ebenfalls Rudolf Franksen hieß, fiel 1945 im Zweiten Weltkrieg.